# Незламний (фільм)
«Незламний» (англ. The Smashing Machine — «Руйнівна машина») — майбутня американська біографічна спортивна драма, сценаристом і режисером якої став Бенні Сафді. Головну роль виконав Двейн Джонсон, який зобразив колишнього бійця змішаних єдиноборств Марка Керра. Також у фільмі зіграли Емілі Блант, Ліндсі Гевін, Олександр Усик, Раян Бейдер і Ішії Сатоші.

## Акторський склад
- Двейн Джонсон — Марк Керр
- Емілі Блант — Дон Стейплз
- Ліндсі Гевін — Елізабет Коулман
- Олександр Усик — Ігор Вовчанчин[4][5]
- Ольга Дзюрак — Перекладач Ігоря
- Раян Бейдер — Марк Коулман
- Ішії Сатоші — Енсон Іноуе[en]
- Зої Косович — Маккензі Коулман
- Бас Руттен[en]

## Виробництво
У грудні 2023 студія A24 оголосила, що почала роботу над біографічною спортивною драмою, яка заснована на житті та кар'єрі колишнього бійця змішаних єдиноборств Марка Керра.
Режисером і сценаристом фільму став Бенні Сафді, а головну роль отримав Двейн Джонсон. Одним з суперників Марка Керра у фільмі стане український боєць змішаних єдиноборств Ігор Вовчанчин, якого зіграє Олександр Усик.
Наприкінці лютого 2024 року Емілі Блант почала переговори про участь у фільмі. У березні під час 96-ї церемонії вручення премії «Оскар» Джонсон підтвердив, що Блант зіграє у фільмі роль дружини Керра Дон Стейплз. У травні до акторського складу приєдналися Ліндсі Гевін, Олександр Усик, Райан Бейдер і Зої Косович.

### Зйомки
Основні зйомки фільму тривали у період з 21 травня по 22 липня 2024. Серед локацій: Ванкувер, Лос-Анджелес, Нью-Мексико та Токіо.